# Parafia Najświętszego Serca Pana Jezusa w Brzózie Stadnickiej
Parafia Najświętszego Serca Pana Jezusa w Brzózie Stadnickiej − parafia rzymskokatolicka znajdująca się w archidiecezji przemyskiej w dekanacie Żołynia.

## Historia
W 1948 roku powstał zamiar utworzenia parafii w Brzózie Stadnickiej. W 1959 roku mieszkańcy zbudowali kaplicę, która została rozebrana przez milicję i wojsko. W 1970 roku kapłani z Żołyni rozpoczęli odprawiać nabożeństwa w przydrożnej kapliczce. 
1 lipca 1971 roku dekretem bpa Ignacego Tokarczuka została erygowana parafia, z wydzielonego terytorium parafii w Żołyni. W październiku 1971 roku rozpoczęto budowę murowanego kościoła, który 9 lipca 1972 roku został poświęcony przez bpa Tadeusza Błaszkiewicza, pw. Najświętszego Serca Pana Jezusa. 7 lipca 1991 roku bp Stefan Moskwa dokonał konsekracji kościoła.
Na terenie parafii jest 1 838 wiernych (w tym: Brzóza Stadnicka – 1 130, Biedaczów część – 131, Kąty Rakszawskie część – 114, Rakszawa część – 29, Wydrze – 537). 
Proboszczowie parafii:
1971–2007. ks. prał. Teodor Marut.
2007– nadal ks. prał. Henryk Franków.

## Kościół filialny
W 1963 roku w Wydrzu rozpoczęto w czasie letnim odprawiać nabożeństwa w przydrożnej kapliczce. 
W 1972 roku rozpoczęto budowę murowanego kościoła, który 26 października 1973 roku został poświęcony przez bpa Tadeusza Błaszkiewicza, pw. Matki Bożej Częstochowskiej.